# Kálfborg
Kálfborg är en kulle i republiken Island. Den ligger i regionen Norðurland eystra, 260 km nordost om huvudstaden Reykjavík. Toppen på Kálfborg är 335 meter över havet.
Trakten runt Kálfborg är nära nog obefolkad, med mindre än två invånare per kvadratkilometer. Närmaste större samhälle är Laugar, omkring 14 kilometer norr om Kálfborg. Trakten runt Kálfborg består i huvudsak av gräsmarker.